# Hammond (Indiana)
Hammond és una població dels Estats Units a l'estat d'Indiana. Segons el cens del 2006 tenia 79.985 habitants.

## Demografia
Segons el cens del 2000, Hammond tenia 83.048 habitants, 32.026 habitatges, i 20.880 famílies. La densitat de població era de 1.401,4 habitants/km².
Dels 32.026 habitatges en un 31,8% hi vivien nens de menys de 18 anys, en un 42,9% hi vivien parelles casades, en un 16,9% dones solteres, i en un 34,8% no eren unitats familiars. En el 29,7% dels habitatges hi vivien persones soles el 10,9% de les quals corresponia a persones de 65 anys o més que vivien soles. El nombre mitjà de persones vivint en cada habitatge era de 2,58 i el nombre mitjà de persones que vivien en cada família era de 3,23.
Per edats la població es repartia de la següent manera: un 27,3% tenia menys de 18 anys, un 9,8% entre 18 i 24, un 30,1% entre 25 i 44, un 19,8% de 45 a 60 i un 13% 65 anys o més.
L'edat mediana era de 34 anys. Per cada 100 dones de 18 o més anys hi havia 92,2 homes.
La renda mediana per habitatge era de 35.528$ i la renda mediana per família de 42.221$. Els homes tenien una renda mediana de 35.778$ mentre que les dones 25.180$. La renda per capita de la població era de 16.254$. Entorn del 12% de les famílies i el 14,3% de la població estaven per davall del llindar de pobresa.

## Poblacions més properes
El següent diagrama mostra les poblacions més properes.